# لويجي لونغو

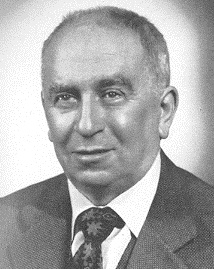
لويجي عام 1979

لويجي لونغو (Luigi Longo) (15 آذار/مارس 1900-16 تشرين الأول/أكتوبر 1980) ، المعروف أيضا باسم جالو ، سياسيا شيوعيا إيطاليا وسكرتيرا للحزب الشيوعي الإيطالي من 1964 إلى 1972.

## حياته
ولد لويجي لونغو في فوبيني ، في مقاطعه اليساندريا ، بيدمونت إيطاليا.
وبصفته طالبا في معهد البوليتكنيك في تورينو ، أصبح ناشطا في جناح الشباب في الحزب الاشتراكي الإيطالي ، وانخرط في الدعاية السياسية من منظور ماركسي. وكان زائرا منتظما لمكاتب الصحيفة التي أسسها أنطونيو غرامسي ، وأصبح علي اطلاع علي غرامشي وبالميرو توغلياتي. في 1921 ، في الكونغرس ليفورنو من الحزب الاشتراكي، وكان واحدا من المحرضين علي الانقسام في الحزب ، بين أنصار خط البلاشفة فلاديمير لينين اليسار لتشكيل الحزب الشيوعي الإيطالي (الحزب الشيوعي). وأصبح شخصيه بارزه في الحزب الشيوعي الجديد.
لونغو كان متحمسا لمكافحه الفاشية ، وعندما أسس بينيتو موسوليني نظامه الفاشي في إيطاليا في 1922 ، هاجر إلى فرنسا حيث أصبح واحدا من القادة الرئيسيين للحزب الشيوعي. وفي العام نفسه ، كان عضوا في وفد إلى مؤتمر كومينترن في موسكو ، حيث التقي لينين. وقال انه سيعود إلى موسكو عده مرات في السنوات القادمة ، مع خبره محدده في الايديولوجيه السياسية ، وكان للقاء جوزيف ستالين وأعضاء آخرين من قياده الاتحاد السوفيتي. في 1933 أصبح هو عضوه من ال [كمينترن] لجنه سياسيه. وفي 1934 وقع اتفاق عمل مشترك بين الاشتراكيين والشيوعيين.

## الحرب الاهلية في اسبانيا والمقاومة
شارك لونغو في الحرب الاهليه الاسبانية كمفتش للقوات الجمهورية في الويه الدولية. بعد هزيمة الجمهورية الاسبانية الثانية من قبل الجنرال فرانكو ، عاد إلى فرنسا.
عقب ال 1940 غزو فرنسا, . القي القبض علي لونغو واحتجز في معسكر اعتقال في فيرنت من 1939 إلى 1941. . وفي 1941 سلم إلى السلطات الفاشية الايطاليه واعتقل في فينتوتيني. عندما سقط موسوليني من السلطة في 25 يوليو 1943 ، أفرج عن لونغو. عقب استعادة موسوليني الحكم في شمال إيطاليا,لويجي كان نائبا عاما في حركة المقاومة الايطالية ضد الفاشيين.

## روابط خارجية
- لويجي لونغو على موقع الموسوعة البريطانية (الإنجليزية)
- لويجي لونغو على موقع مونزينجر (الألمانية)
- لويجي لونغو على موقع ديسكوغز (الإنجليزية)